# 虎丘路

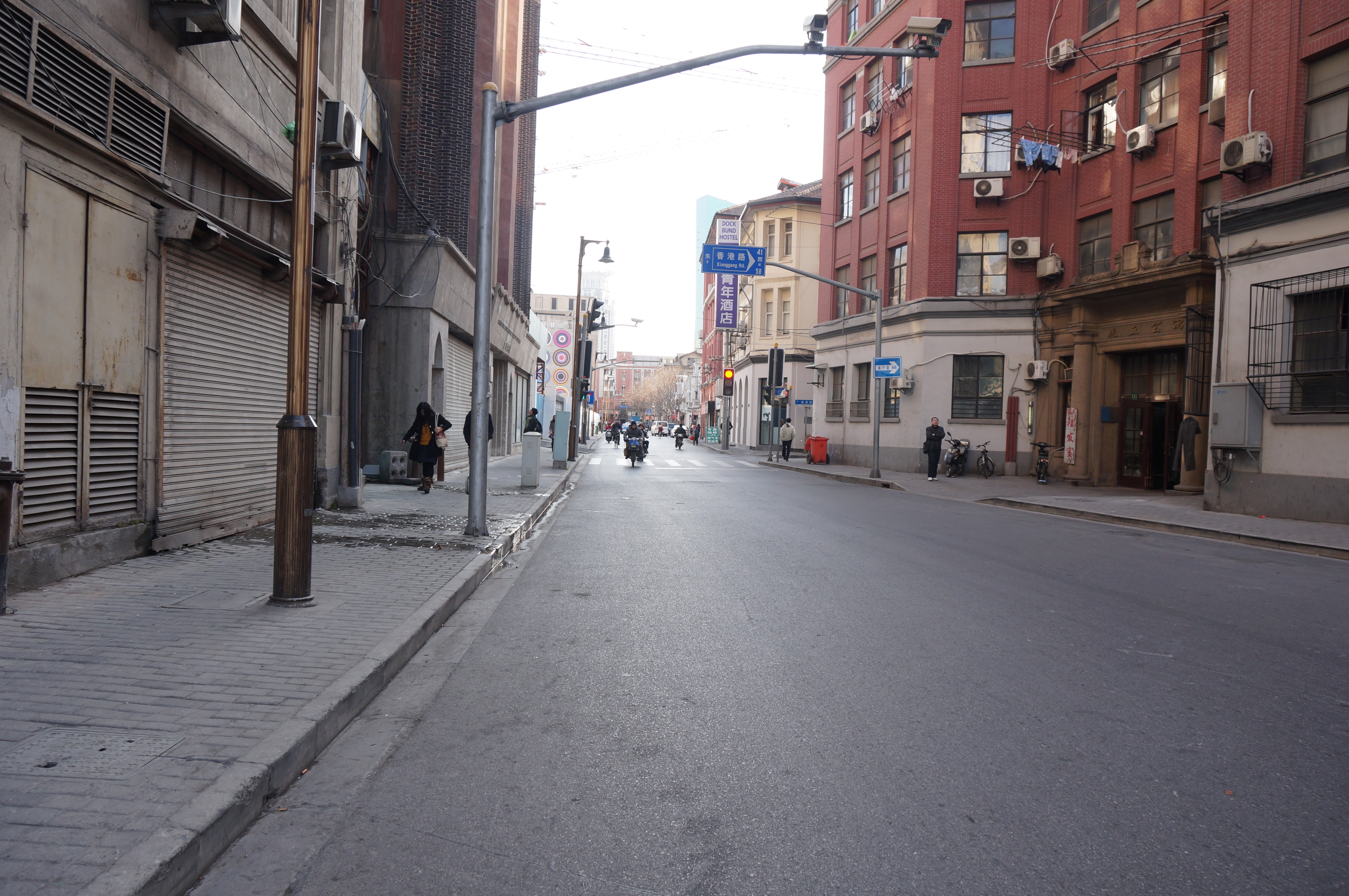
虎丘路北端向南望街景

虎丘路，原名博物院路（Museum Road），是位于上海市黄浦区的一条南北向道路，南起北京东路，北至苏州路，全长334米，宽度为11.5米-15.4米。1860年代初，由上海公共租界工部局修筑此路，1865年命名为上圆明园路。1873年，亚洲文会北中国支会博物院设在本路，于是在1886年改名博物馆路。1943年改名虎丘路。沿路为仓库、住宅，有文汇报社。现在虎丘路是上海外滩源地块的一部分。

## 交汇道路
- 北京东路
- 香港路
- 南苏州路

## 近代建筑
- 20号——亚洲文会北中国支会
- 128号——广学会大楼
- 131号——青年协会大楼
- 146号——光陆大戏院